# Renault Midliner
Renault Midliner var en mellemtung lastbil til distributionskørsel fra Renault Trucks. Modellen fandtes som ladvogn og som chassis til opbygning. Renault Trucks byggede i første omgang modellen på fabrikken i Blainville-sur-Orne. Midliner havde de fires klub-førerhus og startede oprindeligt som en model fra Renaults datterselskab Saviem som Saviem JP/JN i let udførelse og Saviem HB i tung udførelse. På de tungere versioner bestod forskellen i de i kofangeren i stedet for i kølergrillen monterede forlygter, og den fandtes også med dobbeltkabine. Efter sammenlægningen af Renaults datterselskaber Saviem og Berliet i 1978 til Renault Véhicules Industriels blev modellen på hjemmemarkedet først solgt som Renault Saviem JP/JN und GF/GR/GB, og efter et facelift i 1979 forsvandt varemærket Saviem. Fra 1982 hed modellen på det franske hjemmemarked Renault JK/G og fra 1985 Renault S eller Renault G.
Allerede fra 1979 blev modellen solgt af Renaults partner Mack Trucks solgt som Mack Midliner, hvor den på eksportmarkederne blev solgt som Renault S- eller G-serien. I løbet af 1980'erne blev navnet Midliner også indført på eksportmarkederne, f.eks. i Tyskland fra 1983. Efter den første modernisering ved overgangen fra Saviem til Renault kom der i 1987 et nyt facelift med mere moderne designet front. Samtidig kom de tungere versioner til at ligne S-serien udefra og blev i eksport solgt som Renault Midliner M eller MK, på hjemmemarkedet Renault M/MK. I 1991 blev modelserien på hjemmemarkedet omdøbt til Midliner. I 1995 fulgte endnu et kraftigt facelift af karrosseriet og kabinen. Hvor modellen i sin byggetid fra 1975 til 2000 kun har gennemgået etapevise forandringer udenpå, er der teknisk set sket evolutioner. Hvor man i 1975 startede med dieselmotorer med indirekte indsprøjtning, fulgte hurtigt modeller med turbolader. I løbet af 1980'erne fik motorerne direkte indsprøjtning ligesom modellen fik ABS-bremser. I løbet af 1990'erne fulgte også airbags og commonrail-indsprøjtning samt flere andre tekniske forbedringer. I 2000 blev produktionen indstillet og modellen afløst af Renault Midlum.
- Renault G-serie
- Mack Midlum
- Facelift 1987
- Renault S150 Midliner
- Renault Midliner S 180 Camper